# Valinke
Valinke (in ciuvascio e in russo Валинке?) è un gruppo musicale ciuvascio di genere folk nato ad Alikovo nel 1970 dalla collaborazione di 60 persone tra maestri di musica, ballerini e maestri d'arte popolare. L'attuale direttore artistico è Lidija Vasil'evna Filippova; il Valinke si riunisce principalmente nel Palazzo delle Culture ad Alikovo.